# 帕特罗纳·哈利尔
帕特罗纳·哈利尔 （約1690年—1730年11月25日）是奥斯曼帝国耶尼切里的一個士兵。他於1730年發動暴動，此次暴動促成了郁金香时期的終結。

## 生平
帕特罗纳·哈利尔生于比托拉的一个阿爾巴尼亞族家庭。他後來成為耶尼切里的一名士兵。
受1722年至1727年鄂圖曼-波斯戰爭影響，奧斯曼帝國境內稅負增加，宰相易卜拉欣帕夏等囤积小麦，又引起人民不滿。1730年9月下旬，奧斯曼帝國军队又在伊朗战败。
1730年9月28日，帕特罗纳·哈利尔聚集手工业者、小商贩、贫民、耶尼切里士兵等3000人在巴耶齐特广场集合反抗奥斯曼帝国，反奧斯曼帝國武裝一度發展到8万人。在反抗武裝的要求下，艾哈迈德三世将宰相易卜拉欣帕夏等3名大臣处死。10月1日，反抗武裝廢除艾哈迈德三世，另立马赫穆德一世为奥斯曼帝国苏丹。马赫穆德一世上台後廢除新增的稅收，同時於1730年11月26日將帕特罗纳·哈利尔等人召至宫内杀死，並派兵鎮壓起事。